# Jeanette Brakewell
Jeanette Brakewell (n. 4 februarie 1974, Chorley, Anglia, Regatul Unit) este o sportivă ce a reprezentat Regatul Unit al Marii Britanii și al Irlandei de Nord, medaliată olimpică. A participat la două ediții ale Jocurilor Olimpice (2000, 2004) în care a câștigat două medalii de argint.